# Theatrum Europaeum

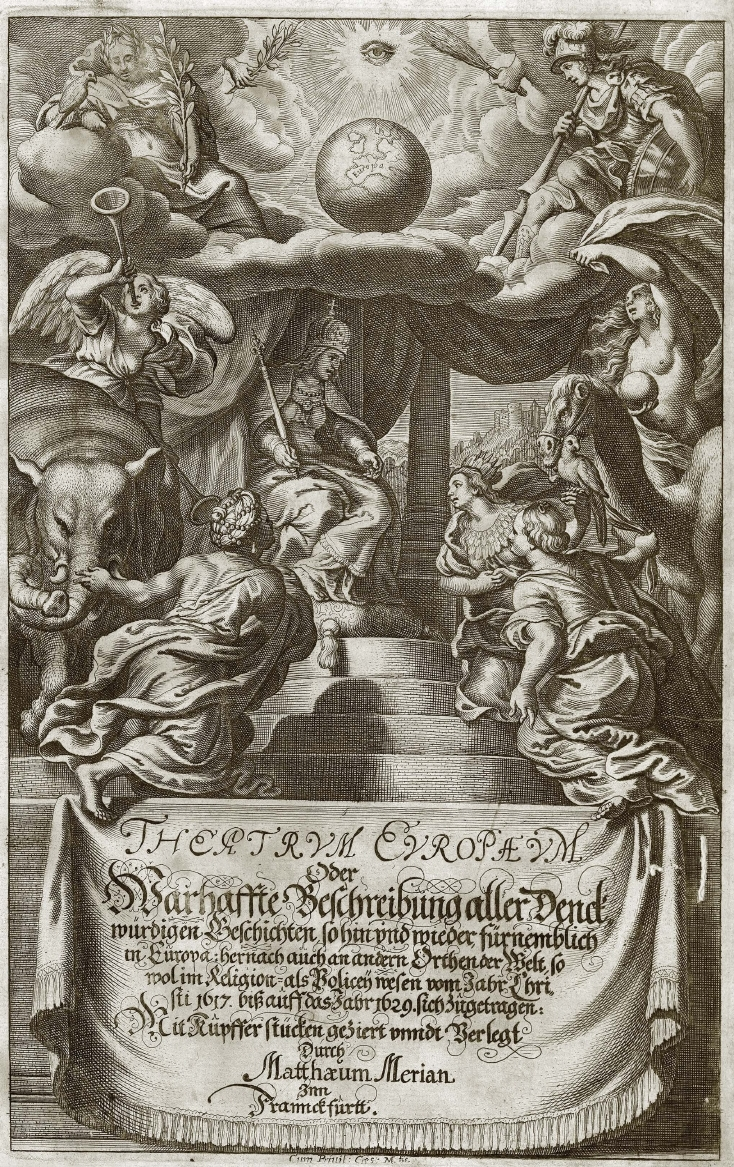
Фронтиспис, выполненный Мерианом.

Theatrum Europaeum (лат. Европейский театр) — германское историческое повременное издание, издававшееся Маттеусом Мерианом и его потомками в период 1633—1738 годов, вышедшее в 21 кварте. Наибольшую ценность из содержания этого издания представляют летописи о Тридцатилетней войне и правлении Людовика XIV, имевших место в те же годы, когда издание выходило в свет, а также 720 гравюр, 140 из которых выполнены самим Мерианом. Каждая кварта содержит от 400 до 1500 страниц.

## Описание
В 1633 году гравёр и издатель Маттеус Мериан издал работу под названием «Historischer Chroniken Continuation oder Warhaffte Beschreibung aller … denckwürdigen Geschichten, so sich hin und wieder von 1629 biß 1633 zugetragen» (с нем. — «Продолжение исторической хроники или Правдивое описание всех ... достойных упоминания событий, произошедших с 1629 по 1633 год»). Слово «Continuation» («продолжение») подразумевало связь этой работы с летописью Иоганна Людвига Готфрида (около 1584—1633), которая публиковалась в том же издательстве в 1629 году. Её автором был сотрудничавший с Мерианом эльзасский учёный Иоганн Филипп Абелин, написавший последний том исторической хроники уже после смерти Готфрида. Позже «разрыв» в историческом повествовании между окончанием летописи Готфрида и «продолжением» был в 1635 году «закрыт» ещё одной группой томов, вышедшей под заглавием «Theatrum Europaeum». Впоследствии (при переизданиях) этим заглавием обозначалась вся серия.
Спустя два года Мериан издал первый том в переработке Иоганна Флитнера (1618—1678), что объяснялось якобы небрежностью и «рубленым стилем» Абелина. Известный исследователь жизни Мериана Лукас Генрих Вютрих заметил в связи с этим, что необходимость изменения текста была также вызвана «впечатлением, что в работе имела место ярко выраженная политическая установка „против“ Империи и „за“ Швецию, что после смерти Густава Адольфа и особенно после тяжёлого для протестантов поражения при Нёрдлингене в 1634 году могло стать поводом для обвинений». Автором третьего и четвёртого томов по просьбе Мериана стал Генрих Ореус, пятого тома — врач Иоганн Петер Лотихий (1598—1669). Опубликованные до смерти Мериана в 1650 году пять томов были изданы одиннадцать раз, что позволяет предположить большую коммерческую успешность издания.
После смерти Мериана изданием серии продолжали заниматься его потомки. Автором шестого тома, вышедшего под названием «Theatri Europaei Sechster und letzter Theil» (с нем. — «Шестая и последняя часть Европейского театра») стал Иоганн Георг Шлёдер. Спустя одиннадцать лет серия была продолжена — по-видимому, в связи с ещё существовавшим спросом — седьмым томом, также за авторством Шлёдера. После Шлёдера авторами стали Мартин Мейер и Вольфганг Якоб Гейгер; последний написал только вторую часть десятого тома. В томах с одиннадцатого по пятнадцатый автор не указан. Автором томов с шестнадцатого по двадцать первый указан Даниэль Шнайдер. Последние тома были после случившегося в 1734 году банкротства издательства Мериана выпущены неизвестным издателем во Франкфурте в 1738 году; после этого публикация была прекращена.

## Издание
| Том | Период издания | Автор                                 | Год издания | Год издания | Год издания               | Год издания | Год издания | Год издания  |
| Том | Период издания | Автор                                 | I.          | II.         | III.                      | IV.         | V.          | VI.          |
| 1.  | 1618—1629      | Joh. Phil. Abelin                     | 1635        | 1643        | 1662                      | после1662   |             |              |
| 2.  | 1629-1633      | Joh. Phil. Abelin und Joh. Flittner   | 1633        | 1637        | 1646                      | 1679        | после 1679  | (после 1679) |
| 3.  | 1633—1638      | Hch. Oraeus                           | 1639        | 1644        | 1670 (недоступная ссылка) | после 1670  | после 1670  |              |
| 4.  | 1638—1643      | I.P.A. V.M.                           | 1643        | после 1643  | 1648                      | 1692        |             |              |
| 5.  | 1643—1647      | Joh. Peter Lotichius                  | 1647        | 1651        | 1707                      |             |             |              |
| 6.  | 1647—1651      | Joh. Georg Schleder                   | 1652        | 1663        | после 1663                |             |             |              |
| 7.  | 1651—1658      | Joh. Georg Schleder                   | 1663        | 1685        | после 1685                |             |             |              |
| 8.  | 1658—1660      | Martin Meyer                          | 1667        | 1693        |                           |             |             |              |
| 9.  | 1661—1665      | Martin Meyer                          | 1672        | 1699        |                           |             |             |              |
| 10. | 1666—1671      | Martin Meyer und Wolfg. Jacob Geiger  | 1677        | 1703        |                           |             |             |              |
| 11. | 1672—1679      | (аноним)                              | 1682        | wohl 1707   |                           |             |             |              |
| 12. | 1679—1687      | (аноним)                              | 1691        | после 1691  |                           |             |             |              |
| 13. | 1687—1691      | (аноним)                              | 1698        |             |                           |             |             |              |
| 14. | 1691—1695      | (аноним)                              | 1702        |             |                           |             |             |              |
| 15. | 1696—1700      | (аноним)                              | 1707        |             |                           |             |             |              |
| 16. | 1701—1703      | Daniel Schneider (аноним)             | 1708        | 1717        | nach 1717                 |             |             |              |
| 17. | 1704—1706      | Daniel Schneider                      | 1718        | 1720        |                           |             |             |              |
| 18. | 1707—1709      | Daniel Schneider                      | 1720        |             |                           |             |             |              |
| 19. | 1710—1712      | Daniel Schneider                      | 1723        | nach 1723   |                           |             |             |              |
| 20. | 1713—1715      | Daniel Schneider                      | 1734        |             |                           |             |             |              |
| 21. | 1716—1718      | Daniel Schneider und Gabriel Schweder | 1738        |             |                           |             |             |              |